# Haantjesbandzweefvlieg
De haantjesbandzweefvlieg (Parasyrphus nigritarsis) is een vliegensoort uit de familie van de zweefvliegen (Syrphidae). De wetenschappelijke naam van de soort is voor het eerst geldig gepubliceerd in 1843 door Zetterstedt.

## Kenmerken
Eieren van P. nigritarsus zijn wit en kleiner dan de eieren van hun bladkeverprooi. In het larvale stadium zijn volwassen P. nigritarsus (derde stadium) 14–16 mm lang en ongeveer 3 mm in diameter. Larven hebben twee paar lobben aan het anale segment en een complex kleurenpatroon met driehoekige gele markeringen op buiksegmenten en dunne donkerbruine strepen ervoor. Volwassenen zijn middelgrote vliegen waarvan de poten bleke tussensegmenten (femur, tibia) en donkere eindsegmenten (tarsi) hebben. Ze zijn enigszins ongebruikelijk onder Parasyrphus- soorten qua uiterlijk en gedrag. Volwassen vleugellengte varieert van 9 tot 11,5 mm. De buik is gestreept en de vlieg lijkt oppervlakkig op een bij. Abdominale tergieten 3 en 4 hebben een marginale groef. Het gezicht mist een zwarte streep, maar heeft een zwarte rand aan de mond. Het voorhoofd bij vrouwen heeft grote vlekken.

## Verspreiding
In Eurazië komt P. nigritarsus voor in de Scandinavische landen, in het zuiden naar België, Duitsland, Zwitserland en Noord-Spanje, in Ierland in oostelijke richting via Midden-Europa naar Rusland en verder naar het Russische Verre Oosten en Japan. In Noord-Amerika komt het voor van Alaska tot Quebec en in het zuiden tot Washington en Idaho. P. nigritarsus wordt dus verondersteld aanwezig te zijn op het noordelijk halfrond en het is een van de vele syrphid-soorten die zijn opgenomen in het 'Barcode of Life Data System', een project dat zich richt op soorten die voorkomen in Canada en dat taxonomische informatie, metadata, en DNA-sequenties voor verschillende individuen op het mitochondriale cytochroomoxidase-gen. 

## Ecologie
De vliegen hebben de neiging om te leven in bossen en wetlands bevolkt door Alnus, Salix, Populus tremula  en Alnus viridis tot 2000 meterin de Alpen. Bloemen die door imago's worden bezocht, zijn onder meer Anemone nemorosa, Potentilla erecta, Prunus cerasus, Prunus spinosus, Ranunculus, Rhododendron aureum, Rubus idaeus, Salix.